# ボクシング・グランプリ2007

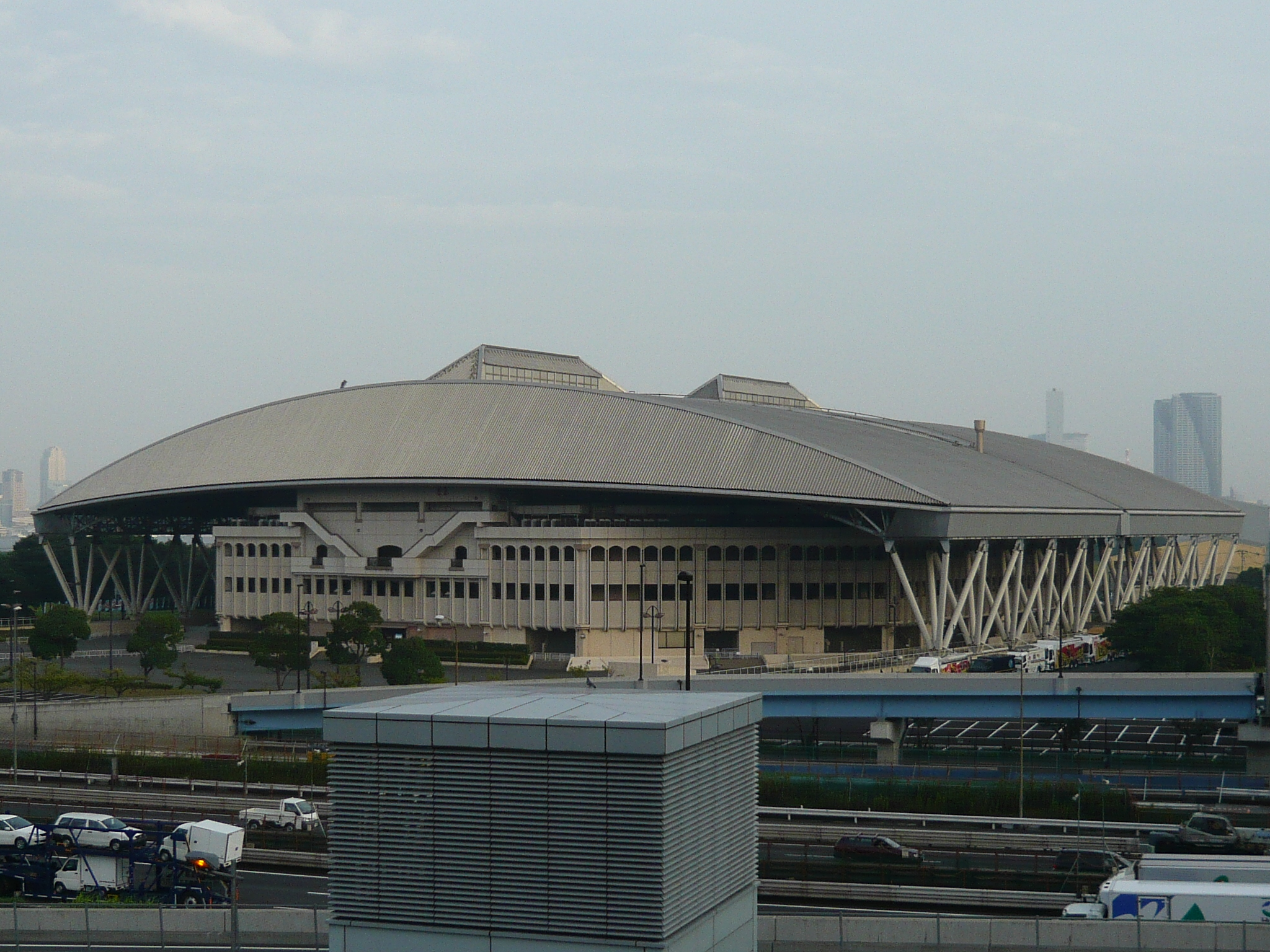
ボクシング・グランプリ2007が開催された有明コロシアム

ボクシング・グランプリ2007（BOXING GRAND PRIX 2007）は、2007年1月3日に有明コロシアムで開催されたプロボクシングの日本vsメキシコによる対抗戦である。

## 概略
帝拳プロモーション会長本田明彦原案により、ゴールデンボーイ・プロモーションズとのパートナーシップを結び実現。当初は2006年6月3日に予定していたが延期となった。
日本代表総監督を大橋ボクシングジム会長の大橋秀行が務めた。
川嶋勝重vsクリスチャン・ミハレスのWBC世界スーパーフライ級タイトルマッチとエドウィン・バレロのWBA世界スーパーフェザー級初防衛戦となるvsミチェル・ロサダ戦のダブルタイトルマッチに、ノンタイトルを合わせた5vs5の対抗戦形式で行われた。
先鋒、次鋒、中堅の3試合（ノンタイトル10回戦）の勝利チームに1ポイント（引き分け0.5ポイント）、世界タイトルマッチの副将戦（バレロvsロサダ）、大将戦（川嶋vsミハレス）の勝者に2ポイントが与えられて総合点で争われ、4.5vs2.5で日本が勝利した。
しかし、大将戦では川嶋がプロ36戦目で初のTKO負けを喫した。
試合はテレビ東京系で撮って出し中継。解説は川島郭志、ゲスト解説を長谷川穂積と八重樫東が務めた。
なお、一部マスコミで「史上初の国別対抗戦」と報道されていたが、それまで日本国内で国別対抗戦はしばし開催されていた。

## 対戦カード
先鋒：58.0kg契約10回戦
- ○細野悟（大橋、アマ王者） vs マリオ・ガルシア×[5]

次鋒：56.0kg契約10回戦
- △宮将来（ヨネクラ、日本2位） vs ルーベン・エスタニスラオ△[5]

中堅：68.0kg契約10回戦
- ○大曲輝斎（ヨネクラ、日本王者） vs アレハンドロ・ガルシア×[5]

副将戦：WBA世界スーパーフェザー級タイトルマッチ
- ○エドウィン・バレロ（帝拳、WBA世界王者） vs ミチェル・ロサダ（同級13位）×[5]

大将戦：WBC世界スーパーフライ級タイトルマッチ
- ×川嶋勝重（大橋、同級2位）vs クリスチャン・ミハレス（WBC世界王者）○[5]